# Joop Vullers
Joop Vullers (Brunssum, 24 december 1959) werd op 19 december 2007 benoemd tot voorzitter van de Nederlandse IJshockey Bond en volgde daarmee Gerd Lindemann op, welke als interim-voorzitter de rol tijdelijk op zich had genomen na het vertrek van Jan de Greef in september 2007. Sinds december 2005 was Joop Vullers betrokken bij de NIJB, het eerste jaar als lid van de bestuurscommissie, vanaf december 2006 als bestuurslid en waarnemend vicevoorzitter & secretaris ad interim. Vanaf 1980 heeft hij in diverse sectoren vele bestuursfuncties gehad, welke voornamelijk waren gericht op het opstarten of vitaliseren van (vrijwilligers)organisaties.
In maart 2011 heeft hij aangegeven zijn portefeuille als voorzitter van de Nederlandse IJshockey Bond te willen neerleggen. Hierbij
heeft hij een streefdatum van 1 september 2011 genoemd, maar op verzoek van onder andere NOC*NSF is hij bereid gevonden aan te blijven tot en met eerstvolgende algemene ledenvergadering.
Als voorzitter van de NIJB werd hij in november 2011 opgevolgd door Ruud Vreeman.
Binnen de ijshockeysport bouwde Joop Vullers halverwege de jaren negentig het ijshockey in Nijmegen opnieuw op na het faillissement uit het Flame Guards Nijmegen-tijdperk. Als voorzitter van de Fulda Tigers Nijmegen bereikte de nieuwe organisatie in drie jaar tijd vier finales en werd bekerwinnaar in 1995-1996 en Nederlands Kampioen in het seizoen 1996-1997.
In februari 2018 keerde Joop Vullers terug bij de ijshockeyclub in Nijmegen als voorzitter van Nijmegen Devils.